# Sphaleroptera alpicolana
Sphaleroptera alpicolana is een vlinder uit de familie bladrollers (Tortricidae). De wetenschappelijke naam is voor het eerst geldig gepubliceerd in 1830 door Frolich.
De soort komt voor in Europa.